# Battista Franco
Battista Franco, también llamado Giovanni Battista Franco, Battista Franco Veneziano o il Samolei (Venecia, antes de 1510-id., 1561) fue un pintor manierista y grabador al aguafuerte italiano, activo en Roma, Urbino y Venecia a mediados siglo XVI.

## Biografía
Según Giorgio Vasari, nació en Venecia, hijo de un tal Jacopo. Cumplidos los veinte años, se trasladó a Roma, donde se dedicó principalmente a copiar las obras de los grandes maestros contemporáneos, especialmente las de Miguel Ángel. Su primera obra documentada es una pequeña tabla con El emperador Augusto y la Sibila Tiberina (1535, colección privada). En 1536 y bajo la dirección de Antonio da Sangallo, participó en los trabajos decorativos con motivo de la llegada del emperador Carlos V a Roma. Pintó una alegoría de la Batalla de Montemurlo, actualmente en el Palacio Pitti (1537) y un fresco del Arresto de Juan el Bautista para el oratorio de San Giovanni Decollato (1541). En 1539 es invitado a Florencia con motivo de las bodas del gran duque Cosme I con Leonor de Toledo. Bajo las órdenes de Ridolfo del Ghirlandaio se encargará de la creación de un arco triunfal. Entre 1545 y 1551 trabajó en Urbino. Pudo ser, en compañía de Girolamo Genga, uno de los mentores de Federico Barocci. Sus obras, en estilo manierista, deben mucho a Miguel Ángel, pero sus dibujos y aguafuertes gozan de una gran originalidad y vigor.
Volvió a Venecia, donde ayudó a pintar el fresco del techo de la Biblioteca Marciana. Realizó varias series de paneles, incluyendo un Bautismo de Cristo capilla Barbaro, para los muros y la bóveda de la capilla Grimani en la iglesia de San Francesco della Vigna. También pintó una Resurrección de Lázaro en el Palacio Ducal de Venecia.

## Obras Destacadas
- El emperador Augusto y la Sibila Tiberina (1536, colección privada)
- Alegoría de la Batalla de Montemurlo (1537, Galería Palatina, Florencia)
- Deposición de Cristo (1537-40, Pinacoteca Civica, Lucca)
- Caída del maná (c,1539, National Gallery, Londres)
- Captura de San Juan Bautista (1541-42, frescos en San Giovanni Decollato, Roma)
- Virgen con el Niño entre los santos Pedro y Pablo (1546, capilla de Sant Omobuono, duomo de Urbino)
- Flagelación de Cristo (1551, duomo de Urbino)
- Resurrección de Cristo (1551, duomo de Urbino)

## Galería de obras

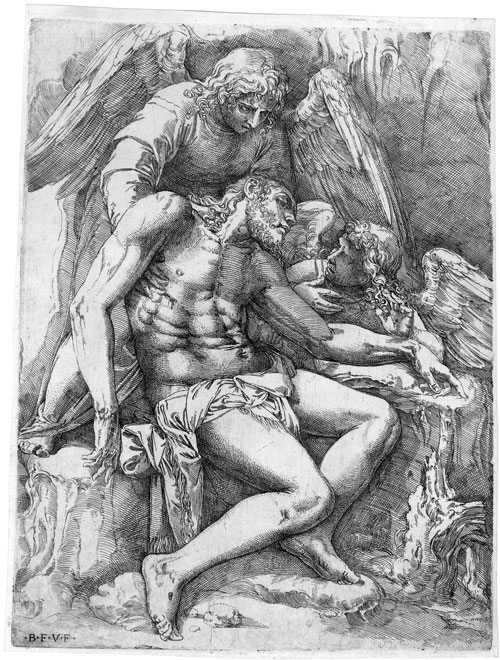
Cristo muerto sostenido por unos ángeles. Aguafuerte
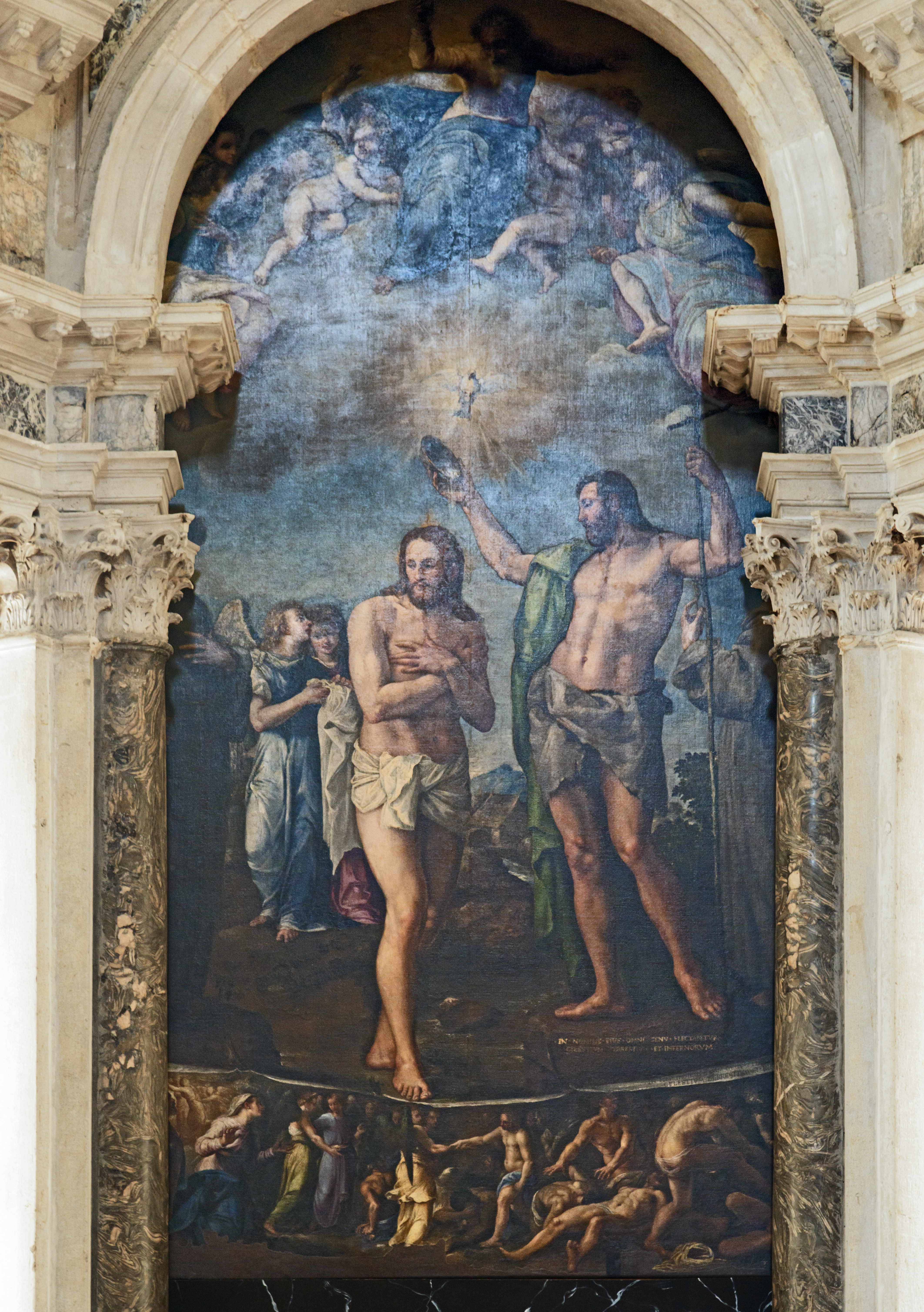
Bautismo de Cristo iglesia de San Francesco della Vigna
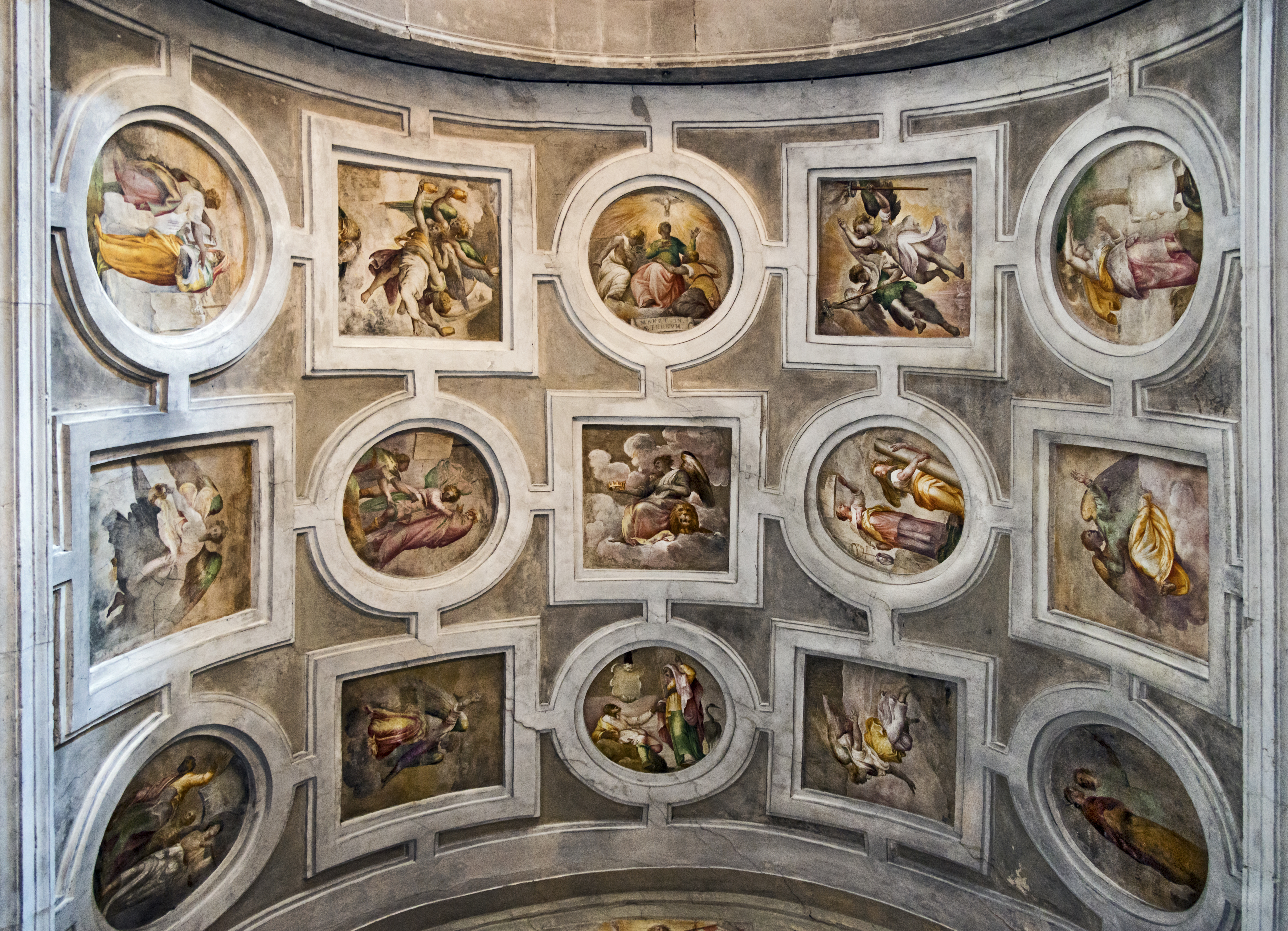
Bóveda de la capilla Grimani iglesia de San Francesco della Vigna